# Sinoderces exilis
Espèce
Synonymes
- Psiloderces exilis Wang & Li, 2013

Sinoderces exilis est une espèce d'araignées aranéomorphes de la famille des Psilodercidae.

## Distribution
Cette espèce est endémique du Guangxi en Chine,. Elle se rencontre dans la grotte Yinhe à Chongzuo.

## Description
Le mâle holotype mesure 1,75 mm et la femelle paratype 1,75 mm.

## Publication originale
- Wang & Li, 2013 : Four new species of the subfamily Psilodercinae (Araneae: Ochyroceratidae) from southwest China. Zootaxa, no 3718, p. 39-57.